# (15760) Albion
(15760) Albion (provizorno: (15760) 1992 QB1), prvi trans-neptunski objekt otkriven nakon Plutona i njegovog mjeseca Harona. Otkrili su ga David C. Jewitt i Jane X. Luu 1992. iz zvjezdarnice Mauna Kea na Havajima. Radi se o klasičnom objektu Kuiperovog pojasa. Izraz „cubewano” koji označava takve objekte izveden je iz njegove oznake „QB”. 
Jewitt i Luu predložili su naziv „Smiley”, ali je isti odbijen zato što se već koristio kod asteroida 1613 Smiley, nazvanom prema američkom astronomu Charlesu Smileyju.